# FBC Newsリアルタイムサタデー
『FBC Newsリアルタイムサタデー』（エフビーシー ニュースリアルタイムサタデー）は、2006年4月8日から2010年3月27日まで福井放送（FBCテレビ）で土曜夕方に放送されていたローカルニュース・コンプレックス番組であり、『Newsリアルタイム』および『Newsリアルタイムふくい』の土曜版にあたる。
なお、FBC公式サイトのテレビ番組表には『FBC・NNN Newsリアルタイムサタデー』と表記されていた。

## 放送時間
| 期間     | 期間      | 放送時間（JST）       |
| -------- | --------- | --------------------- |
| 2006.4.8 | 2009.3.28 | 18:00 - 18:30（30分） |
| 2009.4.4 | 2010.3.27 | 17:30 - 18:00（30分） |

## 放送内容

### 前半
- NNN NEWSリアルタイムサタデー（17:30 - 17:50）

### 後半
- ローカルニュース（17:50 - 17:55）
- 天気予報（17:55 - 18:00） - 2009年4月までは「ほくでん天気予報」として放送（2007年4月から同年9月までを除く）。